# Paolo Giobbe
Paolo Giobbe (ur. 10 stycznia 1880 w Rzymie, zm. 14 sierpnia 1972 tamże) – włoski duchowny katolicki wysoki urzędnik Kurii Rzymskiej. kardynał.
Ukończył seminarium w Rzymie, gdzie uzyskał doktoraty z teologii i prawa kanonicznego. Święcenia kapłańskie otrzymał 4 grudnia 1904. Do roku 1909 pracował duszpastersko, po czym rozpoczął pracę w Kurii. Początkowo był cenzorem w Rzymskiej Akademii Liturgicznej i minutantem w Kongregacji Rozkrzewiania Wiary. W tym samym roku został asystentem w Ateneum De Propaganda Fide. Od roku 1918 rektor tej uczelni.
30 marca 1925 otrzymał nominację na tytularnego arcybiskupa Tolemaide di Tebaide i nuncjusza w Kolumbii. Sakry udzielił mu kardynał Pietro Gasparri, Sekretarz Stanu Stolicy Apostolskiej. W latach 1935–1959 internuncjusz z tytułem nuncjusza ad personam w Holandii. Na konsystorzu z grudnia 1958 został kardynałem prezbiterem Santa Maria in Vallicella. Od listopada 1959 pełnił funkcję Datariusza Jego Świątobliwości. Z urzędu zrezygnował w 1968, kiedy dykasteria została, w wyniku reform w Kurii, zlikwidowana. Brał udział w konklawe 1963. Prawo udziału w konklawe stracił w styczniu 1971, kiedy to wprowadzono ograniczenie dla kardynałów powyżej 80. roku życia. Umarł jako najstarszy żyjący członek Kolegium Kardynalskiego. Pochowany w jednej z kaplic na Campo Verano.